# Kommunalvalget i Esbjerg Kommune 2009
Den 17. november 2009 blev afholdt kommunal- og regionsrådsvalg i Danmark, og dermed i Esbjerg Kommune.
Ved kommunalvalget var der opstillet kandidater på 8 kandidatlister. Stemmeprocenten lå på 61,3 % svarende til at 54.609 af de 89.115 stemmeberettigede afgav deres stemme. Kun 5 af de opstillede partier opnåede mindst et mandat, hvilket betød, at Radikale Venstre mistede deres ene mandat. Derudover fik heller ikke Enhedslisten eller Nihilistisk Folkeparti et mandat.
Bemærkelsesværdigt var, at de konservatives spidskandidat og tidligere borgmester i Ribe Kommune Jørgen Elsted Hansen blev slået af nummer 3 på listen Henrik Vallø og dermed ikke opnåede valg. Socialistisk Folkeparti opnåede den største fremgang, hvilket også var gældende på landsplan, mens Venstre mistede to mandater.
Valgdeltagelsen på de 61,3% var meget lav og gav Esbjerg Kommune en sidsteplads af alle Syd- og Sønderjydske kommuner på den konto.

## Resultater
Valgresultatet betød, at Johnny Søtrup fra Venstre blev genvalgt som borgmester med Dansk Folkeparti og Konservative som støtter, der sammenlagt udgjorde de afgørende 16 mandater i byrådet.
De valgte byrådsmedlemmer kan ses i nedenstående tabel:
| Mandat nr. | Kandidatnavn                 | Kandidatliste | Kandidatliste               |
| ---------- | ---------------------------- | ------------- | --------------------------- |
| 1          | Johnny Søtrup                | V             | Venstre                     |
| 2          | John Snedker                 | A             | Socialdemokratiet           |
| 3          | Henning Ravn                 | V             | Venstre                     |
| 4          | Knud Jager Andersen          | F             | Socialistisk Folkeparti     |
| 5          | Kurt Jakobsen                | V             | Venstre                     |
| 6          | Anders Kronborg              | A             | Socialdemokratiet           |
| 7          | Bjarne Steiner               | V             | Venstre                     |
| 8          | Karin Schwartz               | A             | Socialdemokratiet           |
| 9          | Jakob Lose                   | V             | Venstre                     |
| 10         | Diana Mose Olsen             | F             | Socialistisk Folkeparti     |
| 11         | Freddie H. Madsen            | O             | Dansk Folkeparti            |
| 12         | Mussa Utto                   | A             | Socialdemokratiet           |
| 13         | Bente Bendix Jensen          | V             | Venstre                     |
| 14         | Connie Geissler              | A             | Socialdemokratiet           |
| 15         | Henrik Vallø                 | C             | Det Konservative Folkeparti |
| 16         | Jørgen Ahlquist              | F             | Socialistisk Folkeparti     |
| 17         | Jørn Schultz                 | V             | Venstre                     |
| 18         | Vivi Schilling Skou Lindblad | A             | Socialdemokratiet           |
| 19         | Jesper Frost Rasmussen       | V             | Venstre                     |
| 20         | Jørgen Skov                  | V             | Venstre                     |
| 21         | Jørn Boesen Andersen         | F             | Socialistisk Folkeparti     |
| 22         | Eva Fisker                   | V             | Venstre                     |
| 23         | Hans Erik Møller             | A             | Socialdemokratiet           |
| 24         | Kim Madsen                   | O             | Dansk Folkeparti            |
| 25         | Erik Christiansen            | A             | Socialdemokratiet           |
| 26         | Annemette Knudsen Andersen   | V             | Venstre                     |
| 27         | Charlotte B. Thomsen         | F             | Socialistisk Folkeparti     |
| 28         | Karen Baungaard              | V             | Venstre                     |
| 29         | John M. Schmidt              | A             | Socialdemokratiet           |
| 30         | Vibeke Færk Pedersen         | V             | Venstre                     |
| 31         | Heidi Møller                 | A             | Socialdemokratiet           |